# Avatha devittalis
Avatha devittalis är en fjärilsart som beskrevs av Embrik Strand 1917. Avatha devittalis ingår i släktet Avatha och familjen nattflyn. Inga underarter finns listade i Catalogue of Life.